# Intrépide (roman)
Pour les articles homonymes, voir Intrépide.
Intrépide (titre original : Dreadnaught) est le premier roman de la série de science-fiction Par-delà la frontière de l'écrivain Jack Campbell. Il est paru aux États-Unis en 2011 puis a été traduit en français et publié par les éditions L'Atalante en 2012.
Cette série est la suite de la série La Flotte perdue. L'auteur mène la flotte à travers les systèmes d'étoiles inexplorées à la rencontre des extraterrestres.
Elle se déroule en même temps que les événements de la série Étoiles perdues.

## Résumé
Geary et Tanya, mariés depuis 26 jours, sont de retour dans le système de Varandal à la demande du gouvernement. L’amiral Timbal leur affirme que la flotte a été maintenue sur place, réapprovisionnée et réparée sur ordre du QG et du gouvernement qui la craint. Geary convoqué par les sénateurs Navarro, Suva et Sakaï menace de démissionner si le gouvernement n’annule pas la décision du QG qui veut faire passer plus d’une centaine d’officiers en cour martiale car les réserves d’énergie de leurs vaisseaux sont descendues à un niveau trop bas lors de leur retour dans l’Alliance. Il est renommé amiral de la Première flotte, chargée d’explorer l’espace des Enigmas pour en évaluer l’étendue et essayer de communiquer avec eux. La flotte, environ 300 navires, est composée des vaisseaux qu’il a ramenés dans l’Alliance augmentée de transport d’assaut, d’auxiliaires et d’autres navires dont celui de sa petite nièce.
Geary organise sa flotte en ignorant les ordres du QG qui veut lui retirer toutes les personnes ayant des compétences sur l’hypernet. Il se voit attribuer des civils experts théoriques en extraterrestres. Rione qui n’a pas été réélue par la république de Callas rejoint l’Indomptable en tant qu’émissaire du Grand Conseil ainsi que le général Charban. Le capitaine Smyth qui est à la tête des auxiliaires signale à Geary que ses navires ont des pannes de vétusté car ils n’ont qu’une durée de vie  de deux ans contrairement à ceux d’avant-guerre. Il détache auprès de Geary le lieutenant Jamenson qui a le don de brouiller les rapports de façon à les rendre incompréhensibles. Elle va faire en sorte que la bureaucratie n’ait plus aucune idée sur les dépenses de la flotte pour ses réparations. Juste avant de quitter Varandal, Timbal informe Geary que le QG veut reprendre le contrôle de la moitié de ses auxiliaires, ils décident d’ignorer cet ordre. Geary raconte à Duellos son séjour sur Kosatka.
La flotte doit rejoindre Dunaï selon les ordres que le Grand Conseil a donnés à Rione pour y récupérer 600 prisonniers de guerre. Pour cela elle emprunte le portail de l’hypernet d’Indras jusqu’à Hasadan puis rejoint par saut Dunaï. Le responsable syndic demandant une rançon pour libérer les prisonniers, Geary ordonne des frappes cinétiques. Les fusiliers de Carabali débarquent et les ramènent, tous sont des hauts gradés parmi eux se trouve Benan le mari de Rione.
De retour dans le système de Hasadan la flotte rejoint Midway par le portail. Jamenson informe Geary que l’Alliance construit en secret des navires d’après les communications que Smyth avait interceptées à Varandal. La commandante en chef Iceni propose à Geary un mécanisme permettent de bloquer l’ordre d’effondrement des portails de l’hypernet en échange d’une promesse de défendre Midway contre les Enigmas. Il la soupçonne d’envisager l’indépendance de Midway. Le capitaine Bradamont révèle à Geary les circonstances qui l’on conduite à aimer un syndic, Rogero, affecté actuellement sur Midway.
La flotte saute vers Pele puis vers Hina où les Enigmas dissimulent leurs villes, cryptent leurs communications et ne répondent que « Partez ou mourez » aux messages des Humains. Les experts civils pensent qu’ils sont une espèce amphibie, les officiers s’aperçoivent qu’ils disposent de communications plus rapides que la lumière. Devant les tentatives de certains ex-prisonniers d’intervenir dans le commandement de la flotte, Geary propose à l’amiral Lagemann de leur ouvrir les archives concernant les Enigmas et de tenter de comprendre comment ils raisonnent et combattent.
A l’arrivée dans le système d’Alihi, 41 navires énigmas attaquent mais seul six d’entre eux parviennent à fuir. Geary avait anticipé cette embuscade et avait envoyé des consignes pendant les dernières heures de saut à ses croiseurs de combat. Après réparations la flotte saute vers Laka puis Limbes, système habité par les Enigmas. Un navire cargo que l’on tentait d’intercepter se fait sauter mais Bradamont parvient à recueillir un cadavre qui confirme que les Enigmas sont des êtres longilignes amphibies et que leurs vaisseaux sont remplis d’eau.
Dans le système de Tartare des humains sont repérés à l’intérieur d’un astéroïde. Les fusiliers parviennent à les récupérer avant destruction de leur habitat. Ils n’ont jamais vu les Enigmas mais étaient toujours maintenus au nombre de 333.
Visitant plusieurs systèmes certains pourvus de portails et d’autres pas, les officiers en déduisent que les Enigmas forment plusieurs puissances, les portails étant considérés comme des armes par ces derniers. Ayant traversé trois systèmes successifs équipés d’un portail, ils pensent se trouver à la frontière d’un puissant ennemi des Enigmas. Avant de sauter vers un nouveau système, Charban informe Geary que les Enigmas ont pour caractéristiques le culte du secret et du privé alors que les Humains ont celui de la curiosité. Pour s’entendre avec eux, il ne faut plus empiéter sur leur territoire et ne plus se renseigner sur eux, mais avant cela il faut leur faire rendre tous les humains qu’ils séquestrent.
À l’arrivée, la flotte découvre une 2e race d’extraterrestres ayant des forteresses de la taille d’une petite planète à chaque point de saut, celle qui lui fait face lance un millier de gros missiles, Geary permet à sa flotte de les détruire.